# Cerkiew św. Michała Archanioła w Żohatynie
Cerkiew św. Michała Archanioła w Żohatynie – nieistniejąca drewniana greckokatolicka cerkiew filialna, znajdująca się w Żohatynie, w gminie Bircza, w powiecie przemyskim.
Cerkiew zbudowano w 1928, w miejscu wcześniejszej cerkwi św. Dymitra, pochodzącej z 1815. Była to cerkiew jednokopułowa, z wielobocznie zamkniętym transeptem. Należała od 1843 do parafii w Jaworniku Ruskim, a później do parafii w parafii w Piątkowej.
Cerkiew została zburzona około 1960 pomimo sprzeciwu mieszkańców.

## Literatura
- Dmytro Błażejowśkyj - "Istorycznyj szematyzm Peremyskoji Eparchiji z wkluczennjam Apostolśkoji Administratury Łemkiwszczyny (1828-1939)", Lwów 1995, ISBN 5-7745-0672-X